# 18 ottobre
Il 18 ottobre è il 291º giorno del calendario gregoriano (il 292º negli anni bisestili). Mancano 74 giorni alla fine dell'anno.

## Eventi
- 31 – Al Senato viene letta la lettera-accusa di Tiberio che mette sotto accusa Seiano
- 614 – Re Clotario II promulga l'Editto di Parigi in difesa della nobiltà franca e contenente limitazioni discriminatorie contro la comunità ebraica della città
- 629 – Dagoberto I viene incoronato re dei Franchi
- 1009 – il califfo Al-Hakim ordina la distruzione della Basilica del Santo Sepolcro a Gerusalemme
- 1016 – Battaglia di Assandun tra Canuto il Grande e Edmondo II d'Inghilterra
- 1081 – Battaglia di Durazzo: i Normanni di Roberto il Guiscardo sconfiggono l'esercito bizantino dell'imperatore Alessio I Comneno
- 1356 – A Basilea un terribile terremoto di magnitudo 6,0 - 7,1 miete almeno 1.000 vittime
- 1447 – Battaglia di Bosco Marengo: le forze dell'Aurea Repubblica Ambrosiana guidate da Bartolomeo Colleoni si scontrano con le truppe francesi di Rinaldo di Dresay
- 1534 – Caso dei manifesti, nel corso della notte in diverse città francesi vengono affissi manifesti contro il credo cattolico e l'eucaristia
- 1540 – Le truppe del conquistador Hernando de Soto conquistano la città fortificata di Mabila uccidendo il capo indiano Tuskaloosa
- 1561 – Quarta battaglia di Kawanakajima tra Takeda Shingen e Uesugi Kenshin
- 1685 – Luigi XIV di Francia promulga l'editto di Fontainebleau, revocando l'editto di Nantes che aveva protetto i protestanti francesi
- 1810 – Viene fondata la Scuola Normale Superiore di Pisa
- 1817 – In Portogallo sono giustiziati il generale Gomes Freire de Andrade, gran maestro della massoneria portoghese e altri congiurati, condannati per alto tradimento
- 1867 – Gli Stati Uniti prendono possesso dell'Alaska (vedi Alaska Purchase)
- 1869 – Firmato il Treaty of Commerce and Navigation in tedesco Freundschafts-, Handels- und Schifffahrtsvertrages zwischen Österreich-Ungarn und Japan
- 1898 – Le truppe spagnole abbandonano l'Isola di Porto Rico e viene istituito il governo militare statunitense sull'isola[1]
- 1914 – Nasce in Germania l'istituto secolare dei Padri di Schönstatt
- 1915 – Il Battaglione alpini "Val Chisone" conquista la Cengia Martini sul Piccolo Lagazuoi dando inizio alla guerra di mina del Lagazuoi[2]
- 1922 – Viene fondata la British Broadcasting Company[3]
- 1931 – Lago di Garda: viene inaugurata la Strada statale Gardesana Occidentale
- 1944
  - Seconda guerra mondiale: Adolf Hitler ordina la creazione della milizia nazionale Volkssturm[4]
  - Seconda guerra mondiale: l'Unione Sovietica occupa la Transcarpazia e avanza in Cecoslovacchia
- 1945 – Con un'udienza di apertura, viene istituito il tribunale militare per il Processo di Norimberga[3]
- 1954 – La Texas Instruments presenta la Regency TR-1, ovvero la prima radio a transistor[5][6]
- 1963 – La NASA presenta il terzo gruppo di astronauti scelti per le future missioni spaziali del Programma Gemini e del Programma Apollo
- 1967
  - La sonda spaziale sovietica Venera 4 raggiunge il pianeta Venere e ne misura l'atmosfera
  - Esce nelle sale cinematografiche statunitensi il film Il libro della gungla, 19º Classico Disney; è il primo film animato Disney uscito dopo la morte di Walt Disney, ma comunque da lui prodotto mentre era in vita
- 1968 – Bob Beamon, con 8.90 m, stabilisce il record del mondo di salto in lungo all'Olimpiade di Città del Messico. Diventerà il più duraturo record nella storia dell'atletica leggera, resistendo per ben 23 anni
- 1969 – Viene rubato il dipinto di Caravaggio Natività con i santi Lorenzo e Francesco d'Assisi, conservato presso l'Oratorio di San Lorenzo a Palermo
- 1975 – In Italia nasce ufficialmente il FAI - Fondo per l'Ambiente Italiano
- 1977 – Viene costituito in Italia il GIS dei Carabinieri
- 1981 – Il PaSoK di Andreas Papandreou ottiene il 48% alle elezioni politiche e instaura il primo governo di ispirazione socialista in Grecia
- 1988 – La Corte suprema israeliana mette al bando il partito ultranazionalista israeliano Kach per il suo professare posizioni razziste
- 1989
  - La sonda Galileo viene lanciata dalla NASA per studiare il pianeta Giove ed i suoi satelliti
  - Erich Honecker si dimette dalla carica di presidente del Consiglio di Stato della Repubblica Democratica Tedesca e da segretario del Partito Socialista Unificato di Germania[7]
- 1990 – Viene promulgato da papa Giovanni Paolo II il Codice dei canoni delle Chiese orientali
- 1991 – L'Azerbaigian dichiara l'indipendenza dall'Unione Sovietica
- 1993 – Viene lanciato in orbita l'STS-58
- 2007 – Dopo otto anni di esilio, l'ex primo ministro del Pakistan Benazir Bhutto fa il suo rientro in patria; durante i festeggiamenti un attentato terrorista suicida uccide circa 100 persone, tra le quali 20 agenti della scorta. La Bhutto rimane illesa.
- 2013 – A Grenoble viene siglato l'accordo per la creazione della macroregione alpina

## Nati
Ci sono circa 1 020 voci su persone nate il 18 ottobre; vedi la pagina Nati il 18 ottobre per un elenco descrittivo o la categoria Nati il 18 ottobre per un indice alfabetico.

## Morti
Ci sono circa 490 voci su persone morte il 18 ottobre; vedi la pagina Morti il 18 ottobre per un elenco descrittivo o la categoria Morti il 18 ottobre per un indice alfabetico.

## Feste e ricorrenze

### Civili
- Stati Uniti - Alaska Day
- Giornata mondiale della menopausa[8]

### Religiose
Cristianesimo:
- San Luca evangelista
- Sant'Amabile di Riom, sacerdote
- Sant'Asclepiade di Antiochia
- San Giusto di Beauvais, martire
- Sant'Isaac Jogues, sacerdote e martire
- San Monone, eremita
- San Paolo della Croce, religioso
- Santi Procolo di Pozzuoli, Eutiche e Acuzio, martiri
- Santa Wenna, regina
- Santa Wenna di Talgarth, religiosa e martire
- Santa Zlata di Muglen, vergine e martire (Chiese di rito orientale)
- Beato Domenico da Perpignano, mercedario
- Beata Margherita Tornielli, clarissa
- Beato Teobaldo da Narbona, martire mercedario

Religione romana antica e moderna:
- Giano al Teatro di Marcello (Iano ad theatrum marcelli)
- Ludi per Giove Liberatore, quinto e ultimo giorno
- Augusto assume la toga virile